# Acacia prominens
Acacia prominens är en ärtväxtart som beskrevs av George Don jr. Acacia prominens ingår i släktet akacior, och familjen ärtväxter. Inga underarter finns listade i Catalogue of Life.

## Bildgalleri

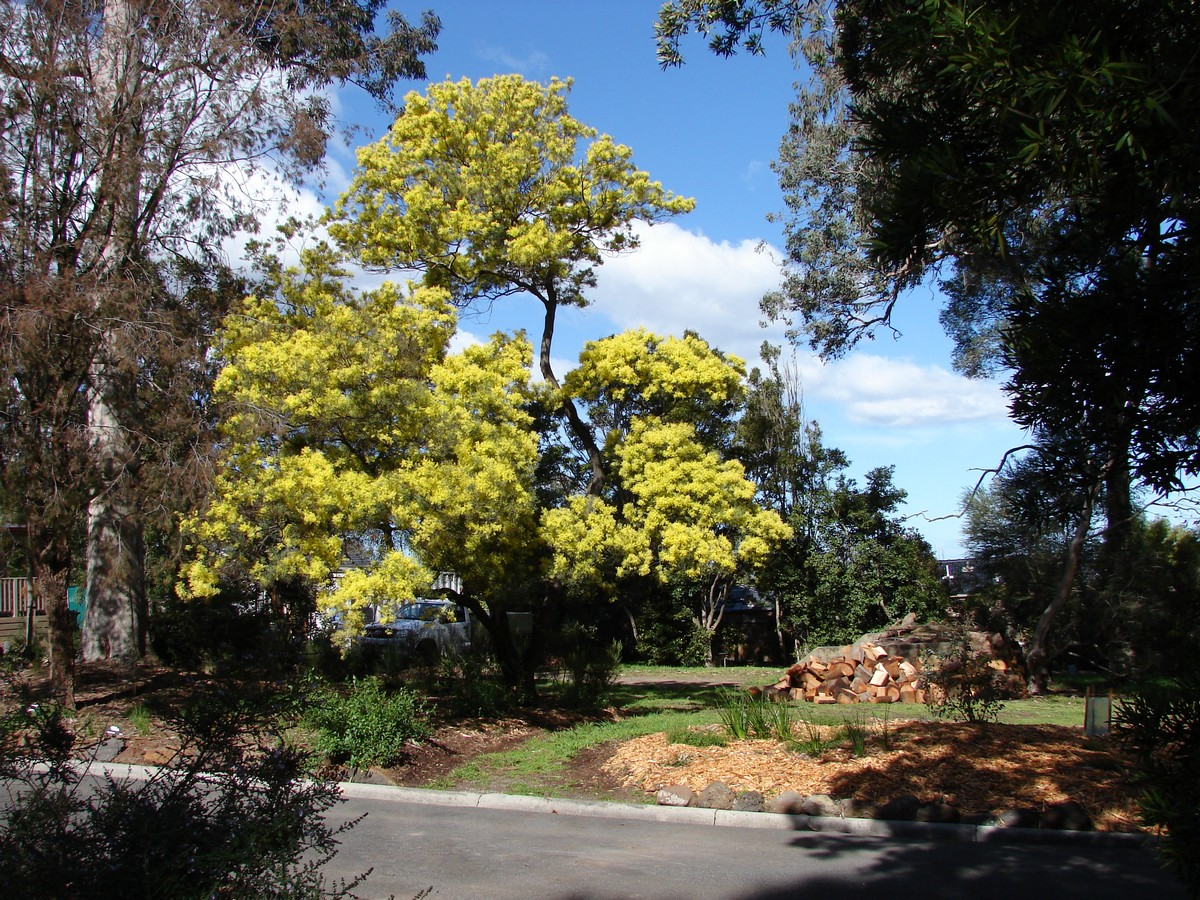
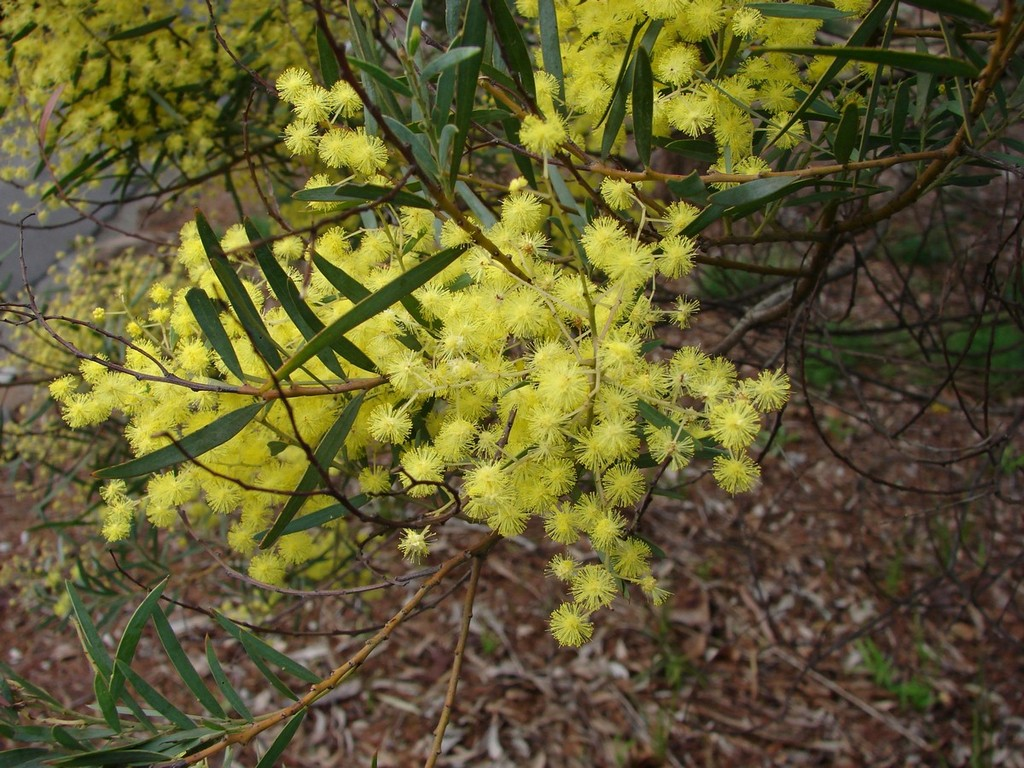